# Ольшанка (приток Смоша)
Ольшанка или Ольшана (укр. Ольшанка, Ольшана) — правый приток реки Смоша, протекающий по Прилукскому району Черниговской области Украины.

## География
Длина — 18, 14 км. Площадь водосборного бассейна — 52,5 км². 
Русло извилистое, в среднем течении пересыхает. В верховье есть пруды.
Река берет начало севернее села Ольшана (на территории бывшего Ичнянского райноа). Река течёт на юго-восток. Впадает в реку Смош (на 5,9-м км от её устья) в селе Ряшки.
Пойма занята лесами, заболоченными участками.
Нет крупных притоков.

## Населённые пункты
1. Ольшана
2. Оникиевка
3. Ряшки